# Vangueria rufescens
Vangueria rufescens là một loài thực vật có hoa trong họ Thiến thảo. Loài này được (E.A.Bruce) Lantz mô tả khoa học đầu tiên năm 2005.